# Boissy-lès-Perche
 Boissy-lès-Perche  es una población y comuna francesa, en la región de  Centro, departamento de Eure y Loir, en el distrito de Dreux y cantón de La Ferté-Vidame.

## Demografía
| 513 | 474 | 418 | 507 | 513 | 534 |
| Para los censos de 1962 a 1999 la población legal corresponde a la población sin duplicidades (Fuente: INSEE [Consultar]) |     |     |     |     |     |